# Шапорова Буда
Шапорова Буда — бывшая деревня в Хиславичском районе Смоленской области России.
Находилась между современными деревнями Йозефовка, Ларьковка и Дубровка на ручье, впадающем слева в речку Белица.
В некоторых источниках называется Шапорева Буда.

## История
По данным справочника 1981 года издания деревня ещё значится как существующая, но в списках деревень Ленинского сельсовета её уже нет.
В 1993 году деревня уже считалась как прекратившая существование деревня Иозефовского сельсовета Хиславичского района.